# I’m Ready
«I’m Ready» — 13-й студийный альбом американского блюзового музыканта Мадди Уотерса, выпущенный в январе 1978 года на лейбле Blue Sky Records. Продюсером диска стал Джонни Винтер.

## История
| Оценки критиков  | Оценки критиков |
| Источник         | Оценка          |
| ---------------- | --------------- |
| Allmusic         | [ 1 ]           |
| Robert Christgau | (B)             |

Альбом в 1979 году получил премию «Грэмми» в категории «Лучшая запись этнического или традиционного фолка» во время 20-й церемонии (23 февраля 1979 года, Лос-Анджелес). Песня «I’m Ready», давшая название всему альбому, была написана чикагским композитором Вилли Диксоном и впервые записана почти за четверть века до выхода этого альбома. Мадди Уотерс записал её ещё в 1954 году. Это был хит, пробывший 9 недель в ритм-энд-блюзовом хит-параде Billboard Hot R&B/Hip-Hop Songs (тогда он назывался Hot Soul Singles), где достиг 4-го места.

## Список композиций
Композитор всех треков McKinley Morganfield (кроме специально отмеченных)
1. «I’m Ready» (Вилли Диксон) (3:26)
2. «33 Years» (5:20)
3. «Who Do You Trust» (5:00)
4. «Copper Brown» (4:58)
5. «I'm Your Hoochie Coochie Man» (Вилли Диксон) (3:59)
6. «Mamie» (Morganfield, Джимми Роджерс) (5:35)
7. «Rock Me» (3:54)
8. «Screamin' And Cryin'» (5:04)
9. «Good Morning, Little School Girl» (Sonny Boy Williamson) (3:27)
10. «No Escape From The Blues» (6:18)
11. «That's Alright» (4:58)
12. «Lonely Man Blues» (4:19)

## Участники записи
- Мадди Уотерс — вокал и гитара
- Джими Роджерс — гитара
- Big Walter Horton — гармоника
- Боб Марголин — гитара и бас-гитара
- Пайнтоп Перкинс — фортепиано
- Willie «Big Eyes» Smith — ударные
- Джонни Винтер — гитара
- Джерри Портной — гармоника (треки 1, 4, 5, 7, 9)